# Плита Шарко
Плита Шарко була частиною давньої плити Фенікс
. 
Субдукція плити Шарко припинилась 83 млн років тому, і плита стала частиною Антарктичного півострова
. 
Залишки західної частини плити Шарко в морі Беллінсгаузена.

## Ресурси Інтернету
- Tectonic evolution of the Pacific margin of Antarctica. 1. Late Cretaceous tectonic reconstructions

| Геологія | Це незавершена стаття з геології. Ви можете допомогти проєкту, виправивши або дописавши її. |